# 京極杞陽
京極 杞陽（きょうごく きよう、1908年2月20日 - 1981年11月8日）は、東京市出身の俳人。高浜虚子に師事、「木兎」（もくと）主宰。本名は高光（たかみつ）。豊岡京極家13代当主で、少年期から壮年期までは子爵の爵位を持つ華族であった。靖国神社元宮司の京極高晴は次男である。また、五男の高幸は京極高鋭の養子となり峰山京極家を継いでいる。

## 生涯
1908年（明治41年）、父・京極高義、母・鉚の長男として東京府東京市本所区本所亀沢町二丁目6番地（現在の東京都墨田区亀沢一丁目）で生まれる。父・高義の家系は京極家のうち旧但馬豊岡藩主家の系統であり、父や祖父・京極高厚はともに貴族院議員を務めた子爵であった。母方の祖父は、越後黒川藩第8代藩主の柳沢光邦。
1914年（大正3年）に現在の相生市立相生小学校に入学、1920年に学習院中等科に入学する。1923年（大正12年）、関東大震災に遭遇し、姉の智子1人を除きすべての肉親を失う。これにともない同年12月28日、子爵を襲爵する。このことが少年期に暗い影を落としたが、その一方で拘束の少ない自由な境遇をもたらした。学習院時代、文学趣味のある学友・都志見木吟によって俳句に興味を持つ。
1928年（昭和3年）、学習院高等科から東北帝国大学文学部に進学。翌年京都帝国大学文学部に移り、1930年（昭和5年）東京帝国大学文学部倫理学科に入学する。文学に力を注ぎ、小説家の牧野信一の助言を受けつつ小説の執筆などを試みた。1933年、伯爵柳沢保承の長女・昭子と結婚。彼女は俳句誌『ホトトギス』の同人であった。のち6子をもうける。
1934年（昭和9年）、大学を卒業し、翌年より2年間ヨーロッパにて遊学する。1936年（昭和11年）4月、渡欧中の高浜虚子を迎えるベルリン日本人会の句会に参加する。このときの入選句「美しく木の芽の如くつつましく」（『くくたち 上巻』所収）が虚子の注目を引く。これをきっかけとして、帰国後はホトトギス発行所の句会をはじめ、各所の句会に参加して俳句の研鑽を積む。
1937年（昭和12年）、宮内省に入省、式部官として勤務する。同年「ホトトギス」11月号にて「香水や時折キツとなる婦人」など3句で初巻頭を飾る。1938年（昭和13年）、高浜年尾の「誹諧」に参加し俳諧詩を投稿する。以来、俳諧詩が俳壇から消えて以降も生涯にわたって作り続けた。1940年（昭和15年）に推挙されて「ホトトギス」の同人となり、誌上において「静かなる美」、「皮相と内奥」など自らの俳論を発表する。同人の中では、池内友次郎、川端茅舎、中村草田男、中村汀女、深川正一郎、福田蓼汀、星野立子、松本たかしと共に九羊会に属し、虚子の指導を受けた。
1944年（昭和19年）、教育召集令状を受けて朝鮮に渡り平壌にて入隊する。1945年（昭和20年）、父祖伝来の地である兵庫県豊岡町（現豊岡市）に帰郷し、京極家歴代当主の屋敷、亀城館に住んだ。1946年（昭和21年）、俳誌「木兎」（もくと。由利由人が1901年に創刊）を地元の俳人の要請で復刊し、没年まで主宰する。同年に第1句集『くくたち』（上下巻）を刊行する。また、宮内省を辞して、1946年（昭和21年）6月28日、貴族院議員補欠選挙で当選、貴族院子爵議員に転身し研究会に所属して活動したが、翌年5月2日には新憲法施行に伴い貴族院が廃止され議員資格を喪失した。
豊岡移住以降も、虚子の忠実な門人として師や同門の俳人達と行動を共にすることが多く、虚子が没するまでほぼ毎年、ともに国内各地へ旅して句作を行った。1961年（昭和36年）には豊岡移住以降の句から虚子が選んだものを、第2句集『但馬住』として上梓する。この間、「ホトトギス」には9回巻頭に選ばれ、杞陽俳句が確立されてゆく。以降、虚子没後の喪失感の中で詠まれた第3句集『花の日に』、豊岡で詠まれた句が中心の第4句集『露地の月』などがある。1978年（昭和53年）、阿波野青畝、中村草田男と「三人展」を開催する。1981年（昭和56年）、心不全により死去する。73歳没。翌年「木兎」終刊。遺句集として『さめぬなり』が編まれた。墓所は豊岡市三坂の旧瑞泰寺にある。

## 作風・評価
代表句に
- 美しく木の芽の如くつつましく
- 香水や時折キッとなる婦人
- 都踊はヨーイヤサほゝゑまし
- 春風の日本に源氏物語
- 秋風の日本に平家物語
- 詩の如くちらりと人の炉辺に泣く
- 妻いつもわれに幼し吹雪く夜も
- わが知れる阿鼻叫喚や震災忌

などがある。師・虚子への絶対的な信頼のもと、師ゆずりのおおらかさや無造作さに加えて、生来の貴族的美意識、ヨーロッパ遊学から得た自由闊達な思想、俳諧詩風などを融和させ、「ホトトギス」の俳人の中でもユニークな位置を占めている。櫂未知子は「作者が暴走し、読者を完全に置いてけぼりにしてしまう時と、大胆でありながら読者の心をしっかりとつかんで放さない時との落差がとにかく激しい（中略）しかし、そのいずれもが印象的であり、駄句、佳句の区別を問わず、耳に棲み付いてしまう不思議な世界が杞陽の世界でもある」と評し、小林恭二は「総じて杞陽俳句は喜びよりは悲しみが、技術より着眼が、意志よりはあきらめがまさっている」としている。
「詩の如く」は親交のあった森田愛子をモデルにした句である。「わが知れる」は「ホトトギス」1958年11月号の巻頭を取った句である。肉親のほとんどを失った震災体験は杞陽俳句を論じる上でのキーワードの一つであるが、客観的な視点で句とするのに30年以上の歳月を要した。

## 著作句集
- 『くくたち 上巻』 菁柿堂、1946年
- 『くくたち 下巻』 菁柿堂、1947年
- 『但馬住』 白玉書房、1961年
- 『花の日に』 東京美術、1971年
- 『露地の月』 東京美術、1977年
- 『さめぬなり』 東京美術、1982年

## 関連文献
- 成瀬正俊編著『昭和俳句文学アルバム13 京極杞陽の世界』 梅里書房、1990年
- 「魅惑の俳人たち2 京極杞陽」『俳句界』2008年2月号、文學の森
- 栗林浩著『新俳人探訪』「一、京極杞陽―その作品と人」 文學の森、2014年9月 ISBN 978-4-86438-290-8

## 展覧会
- 2014年9月から2015年3月まで、虚子記念文学館において企画展「京極杞陽」が開催された。

## テレビ番組
- 2006年7月1日にNHKデジタル教育チャンネル『NHK俳句』にて、「静かなる美 京極杞陽」と題して特集番組が放映された。